# الچین موسی‌اوغلو
الچین موسی‌اوغلو (به ترکی آذربایجانی: Elçin Musaoğlu)(متولد ۱۱ ژوئیه ۱۹۶۶ در باکو) کارگردان اهل کشور جمهوری آذربایجان است. وی در ۱۷ سالگی (در سال ۱۹۸۳) وارد دانشگاه شد و تحصیلاتش در زمینه کارگردانی تئاتر را شروع نمود. پس از آن به ارتش پیوست و دو سال را در اوکراین گذراند. وقتی از ارتش بازگشت تحصیلاتش را در جمهوری آذربایجان و همچنین در مسکو ادامه داد.
وی دوران جوانی خود را در یک روستا به اجرای هنرهای نمایشی گذراند. پدرش «موسی موسی‌اوغلو» استاد تاریخ بود و دوست داشت که الچین هم تاریخ‌شناس شود. اما الچین موسی‌اوغلو دنیای سینما را انتخاب کرد و پدرش نیز مانعش نشد.
در سال ۱۹۹۰ به توسط شرکت «آذربایجان فیلم» به عنوان دستیار کارگردان استخدام شد. از سال ۱۹۹۴ تا ۲۰۰۴ به عنوان کارگردان و تهیه در آذربایجان فیلم کار کرد و در آن دوران در تولید بیش از سی فیلم مستند و کوتاه همکاری کرد. در سال ۲۰۰۴ شرکت «RITM Production» را با همکاری شریکش ایجاد کرد. وی توانست اولین فیلم بلندش به نام چهلمین در را در شرکت خودش و با کارگردانی و فیلمنامه‌نویسی خودش بسازد.
فاطمه معتمدآریا در فیلم نبات به کارگردانی الچین نقش اول را بازی کرده‌است.این فیلم نماینده کشور جمهوری آذربایجان در جوایز اسکار ۸۷ام سال ۲۰۱۵ بود اما برای جایزه اسکار بهترین فیلم زبان خارجی نامزد نشد.
الچین موسی‌اوغلو عضو اتحادیه سینماگران آذربایجان و همچنین اتحادیه مستندسازان ترک است. وی مؤسس «انجمن حمایت از گسترش سینمای مستند و نمایشنامه نویسی» نیز می‌باشد.